# Biljarski klub Rijeka
Biljarski klub Rijeka je prvi i jedini registrirani biljarski klub u Rijeci i okolici. Osnovan je 1993. godine, te je uz jedan prekid opstao do danas. Klub je član Hrvatskog biljarskog saveza, te njegovi članovi nastupaju na turnirima u 1. HBL i 2. HBL.

Prostorije kluba se nalaze u sklopu Dvorane mladosti na Trsatu, te imaju dva biljarska stola veličine "9". 
Kako klub ne posluje u sklopu ugostiteljskog objekta, pristup prostorijama imaju samo članovi. Članom kluba može postati svatko tko ima dovoljno volje za treniranjem i igranjem biljara.